# Idioma esselen
El esselen (Esselen: Huelel) es una lengua aislada que fue hablada por los nativos esselen, habitantes de la costa central de California, Estados Unidos, al sur de Monterrey (California).
El esselen puede haber sido el primer lenguaje californiano en extinguirse, tras ser documentado durante el período hispánico. Existe muy poca información sobre esta lengua. No hay muchas palabras recogidas durante la época de las misiones y en siglos posteriores. Ningún parlante nativo sobrevivió en el siglo XX, pero algunos datos adicionales sobre el esselen fueron recogidos a partir de los hablantes de Ohlone, sobre todo por John Peabody Harrington en los años treinta. 
En 1913 se propuso que el esselen estaba aislado dentro de un hipotético grupo de lenguas hokanas. Sin embargo, muchos estudiosos han puesto en duda la validez del hokano como un grupo genético lingüístico, dejando por lo tanto al esselen sin parientes conocidos.